# Lista monumentelor istorice din județul Prahova - A

Simbol utilizat pentru monumentele istorice

Lista monumentelor istorice din județul Prahova - A cuprinde monumentele istorice înscrise în Patrimoniul cultural național al României și aflate în localități din județul Prahova al căror nume începe cu litera A.
Lista completă este menținută și actualizată periodic de către Ministerul Culturii, Cultelor și Patrimoniului Național din România, prin intermediul Institutului Național al Patrimoniului, ultima versiune datând din 2015. Această listă cuprinde și actualizările ulterioare, realizate prin ordin al ministrului culturii.
Puteți căuta un monument din județul Prahova folosind formularul de mai jos sau puteți naviga prin toate monumentele din județ la lista monumentelor istorice din județul Prahova.
| Cod LMI                               | Denumire                                                  | Localitate                                          | Localizare                                          | Datare, Creatori              | Imagine               | Erori             |
| ------------------------------------- | --------------------------------------------------------- | --------------------------------------------------- | --------------------------------------------------- | ----------------------------- | --------------------- | ----------------- |
| PH-I-s-B-16144                        | Situl arheologic de la Adunați                            | sat Adunați; comuna Adunați                         | „Vatra”                                             | Neolitic                      | Încarcă foto \| video | Raportează eroare |
| PH-I-s-B-16145 (RAN: 131951.01)       | Situl arheologic de la Albești Muru                       | sat Albești Muru; comuna Albești Paleologu          | „DN1 B” și „Podul CFR”                              |                               | Încarcă foto \| video | Raportează eroare |
| PH-I-m-B-16145.01 (RAN: 131951.01.03) | Necropolă                                                 | sat Albești Muru; comuna Albești Paleologu          | „DN1 B” și „Podul CFR” 44.95111°N 26.21833°E        | Epoca medievală               | Încarcă foto \| video | Raportează eroare |
| PH-I-m-B-16145.02 (RAN: 131951.01.02) | Așezare                                                   | sat Albești Muru; comuna Albești Paleologu          | „DN1 B” și „Podul CFR” 44.95111°N 26.21833°E        | sec. VI-V a. Chr.             | Încarcă foto \| video | Raportează eroare |
| PH-I-m-B-16145.03 (RAN: 131951.01.01) | Așezare                                                   | sat Albești Muru; comuna Albești Paleologu          | „DN1 B” și „Podul CFR” 44.95111°N 26.21833°E        | Epoca bronzului               | Încarcă foto \| video | Raportează eroare |
| PH-I-s-B-16146 (RAN: 131942.01)       | Așezare                                                   | sat Albești Paleologu; comuna Albești Paleologu     | La 5 km nord de satul Cioceni 44.90944°N 26.27056°E | Epoca bronzului               | Încarcă foto \| video | Raportează eroare |
| PH-I-s-B-16148 (RAN: 132020.02)       | Așezare                                                   | sat Apostolache; comuna Apostolache                 | „La Povarnă”                                        | Eneolitic, Stoicani-Aldeni    | Încarcă foto \| video | Raportează eroare |
| PH-I-s-B-16147 (RAN: 132020.01)       | Situl arheologic de la Apostolache                        | sat Apostolache; comuna Apostolache                 | 283, „La Mănăstire”                                 |                               | Încarcă foto \| video | Raportează eroare |
| PH-I-m-B-16147.01 (RAN: 132020.01.03) | Așezare                                                   | sat Apostolache; comuna Apostolache                 | 283, „La Mănăstire” 45.12972°N 26.26056°E           | sec. V-VII p. Chr.            | Încarcă foto \| video | Raportează eroare |
| PH-I-m-B-16147.02 (RAN: 132020.01.02) | Așezare                                                   | sat Apostolache; comuna Apostolache                 | 283, „La Mănăstire” 45.12972°N 26.26056°E           | Hallstatt                     | Încarcă foto \| video | Raportează eroare |
| PH-I-m-B-16147.03 (RAN: 132020.01.01) | Așezare                                                   | sat Apostolache; comuna Apostolache                 | 283, „La Mănăstire” 45.12972°N 26.26056°E           | Epoca bronzului               | Încarcă foto \| video | Raportează eroare |
| PH-II-m-B-16307                       | Casa Dumitru Popa                                         | sat Aluniș; comuna Aluniș                           | 70                                                  | sf. sec. XIX                  | Încarcă foto \| video | Raportează eroare |
| PH-II-m-B-16308                       | Casa Ion Vișan                                            | sat Aluniș; comuna Aluniș                           | 215                                                 | înc. sec. XX                  | Încarcă foto \| video | Raportează eroare |
| PH-II-m-B-16309                       | Prăvălie șicârciumă                                       | sat Aluniș; comuna Aluniș                           | 361                                                 | sf. sec. XIX                  | Încarcă foto \| video | Raportează eroare |
| PH-II-a-A-16311 (RAN: 132020.03)      | Fosta mănăstire Apostolache                               | sat Apostolache; comuna Apostolache                 | 283                                                 | 1645 - 1652                   | Încarcă foto \| video | Raportează eroare |
| PH-II-m-A-16311.01                    | Biserica „Nașterea Maicii Domnului”                       | sat Apostolache; comuna Apostolache                 | 283                                                 | 1645 - 1652                   | Încarcă foto \| video | Raportează eroare |
| PH-II-m-A-16311.02                    | Arhondaric                                                | sat Apostolache; comuna Apostolache                 | 283                                                 | 1645 - 1652, ref. 1992 - 2000 | Încarcă foto \| video | Raportează eroare |
| PH-II-m-A-16311.03                    | Turn clopotniță                                           | sat Apostolache; comuna Apostolache                 | 283                                                 | 1645 - 1652, ref. 1992 - 1994 | Încarcă foto \| video | Raportează eroare |
| PH-II-m-A-16311.04                    | Zid de incintă                                            | sat Apostolache; comuna Apostolache                 | 283                                                 | 1645 - 1652                   | Încarcă foto \| video | Raportează eroare |
| PH-II-m-A-16312 (RAN: 132084.01)      | Biserica „Sf. Ilie”, „Sf. Nicolae”                        | sat Ariceștii Rahtivani; comuna Ariceștii Rahtivani | 587 44.94717°N 25.83531°E                           | 1777                          |                       | Raportează eroare |
| PH-II-m-B-16313                       | Casă, azi birouri A.D.P.                                  | oraș Azuga                                          | Str. Brândușei 1                                    | sf. sec. XIX                  | Încarcă foto \| video | Raportează eroare |
| PH-II-m-B-16314                       | Casa Lucian Marcu                                         | oraș Azuga                                          | Str. Clăbucet 2A                                    | înc. sec. XX                  | Încarcă foto \| video | Raportează eroare |
| PH-II-m-B-16315                       | Casa Petre Tibeică                                        | oraș Azuga                                          | Str. Clăbucet 10                                    | înc. sec. XX                  | Încarcă foto \| video | Raportează eroare |
| PH-II-m-B-16316                       | Casa cu parter comercial Ion Vasilescu                    | oraș Azuga                                          | Str. Independenței 11                               | cca. 1910                     | Încarcă foto \| video | Raportează eroare |
| PH-II-m-B-16317 (RAN: 130963.01)      | Casa cu parter comercial Ion Taraș                        | oraș Azuga                                          | Str. Independenței 13                               | înc. sec. XIX                 | Încarcă foto \| video | Raportează eroare |
| PH-II-m-B-16318                       | Casă                                                      | oraș Azuga                                          | Str. Independenței 22 45.44461°N 25.56253°E         | 1890                          | Încarcă foto \| video | Raportează eroare |
| PH-II-m-B-16319                       | Casă cu prăvălie, azi casă parohială                      | oraș Azuga                                          | Str. Independenței 27                               | înc. sec. XX                  | Încarcă foto \| video | Raportează eroare |
| PH-II-m-B-16320                       | Cășeria lui Ghimbășanu, azi locuință                      | oraș Azuga                                          | Str. Muncii 29                                      | 1878                          | Încarcă foto \| video | Raportează eroare |
| PH-II-m-B-16321                       | Casa Ion Seu                                              | oraș Azuga                                          | Str. Parcului 9                                     | înc. sec. XX                  | Încarcă foto \| video | Raportează eroare |
| PH-II-m-B-16322                       | Casa Nicolae Irimia                                       | oraș Azuga                                          | Str. Parcului 15                                    | înc. sec. XX                  | Încarcă foto \| video | Raportează eroare |
| PH-IV-m-B-16880                       | Cruce de pomenire (de drum) din piatră                    | sat Apostolache; comuna Apostolache                 | Lângă dispensar                                     | 1735                          | Încarcă foto \| video | Raportează eroare |
| PH-IV-a-A-16881                       | Cimitirul Eroilor din primul război mondial (1916 - 1918) | oraș Azuga                                          | Pe DN1, la cca. 1 km nord localitate                | 1920                          | Încarcă foto \| video | Raportează eroare |